# Katsumi Haseda
Katsumi Haseda (11 luglio 1945) è un astronomo giapponese.
Katsumi Haseda è un astrofilo giapponese residente nella Prefettura di Aichi . Fa parte della Variable Star Observers League in Japan (codice Had) 

## Scoperte
Katsumi Haseda ha scoperto o coscoperto sei nove .
| Nova      | Data della scoperta | Coscopritori                                       | Fonti |
| --------- | ------------------- | -------------------------------------------------- | ----- |
| V463 Sct  | 5 marzo 2000        | -                                                  | [ 4 ] |
| V1178 Sco | 13 maggio 2001      | -                                                  | [ 5 ] |
| V2540 Oph | 24 gennaio 2002     | Yuji Nakamura                                      | [ 6 ] |
| V4743 Sgr | 20 settembre 2002   | -                                                  | [ 7 ] |
| V476 Sct  | 30 settembre 2005   | Akira Takao                                        | [ 8 ] |
| V2670 Oph | 25 maggio 2008      | Koichi Nishiyama, Fujio Kabashima, Hideo Nishimura | [ 9 ] |

Katsumi Haseda è stato anche scopritore indipendente della nova V477 Sct (N Sct 2005 n. 2) .
Ha scoperto inoltre oltre sessanta stelle variabili tra le quali anche alcune stelle di Wolf-Rayet  e HadV98, una variabile R Coronae Borealis .

## Riconoscimenti
Gli è stato dedicato un asteroide, 8431 Haseda .